# Cuộc oanh kích Giáo đường Maqadna năm 2009
Cuộc oanh kích Giáo đường Maqadna năm 2009 xảy ra vào ngày 3 tháng 1 năm 2009 là một phần trong Xung đột Gaza-Israel (2008–2009) khi máy bay chiến đấu Israel oanh tạc giáo đường Ibrahim al-Maqadna tại Bait Lahiya trong lúc có khoảng 200 tín đồ Hồi giáo đang cầu nguyện vào ban đêm. Giáo đường bị phá hủy nổi tiếng là một cứ điểm của Hamas, và Israel cho là nó được sử dụng để chứa vũ khí và phá hủy nhà cửa của hơn một chục thành viên Hamas. Tuy nhiên, dưới áp lực của quốc tế, chính phủ đã cho phép hàng trăm người Palestine có sổ thông hành ngoại quốc được rời khỏi Gaza đang bị vây hãm. Ít nhất 13 người Palestine chết, trong số có 1 thiếu niên và hơn 30 người bị thương.. Không rõ các nạn nhân trong vụ oanh tạc này có phải là chiến binh Hamas hay không.